# Bobby Wilson (baseball)
Robert Louis Wilson (né le 8 avril 1983 à Dunedin, Floride, États-Unis) est un ancien receveur de la Ligue majeure de baseball.

## Carrière
Après des études secondaires au Seminole High School de Sanford (Floride), Bobby Wilson est repêché le 5 juin 2001 par les Giants de San Francisco au 26e tour de sélection. Il repousse l'offre et suit des études supérieures au St. Petersburg College où il porte les couleurs des Titans. Wilson est de nouveau concerné par le repêchage du 4 juin 2002 au cours duquel il est sélectionné au 48e tour par les Angels de Los Angeles. Il signe son premier contrat professionnel le 17 mai 2003. 
Il passe cinq saisons en Ligues mineures sous les couleurs des Angels de Provo (niveau recrues, 2003), des Kernels de Cedar Rapids (niveau A, 2004), des Quakes de Rancho Cucamonga (AA, 2005), des Travellers de l'Arkansas (AA, 2006-2007) et des Bees de Salt Lake (AAA, 2006-2007).
Assigné principalement en Triple-A en 2008 et 2009, Wilson effectue toutefois ses débuts en Ligue majeure le 28 avril 2008. Troisième receveur des Angels derrière Mike Napoli et Jeff Mathis en 2010, Wilson prend part à 40 matches en Ligues majeure et ne repasse par les Ligues mineures que pour retrouver la forme après un arrêt sur blessure fin avril-debut mai à la suite d'une collision spectaculaire au marbre avec le Yankee Mark Teixeira, . Cet incident intervient lors du premier match comme titulaire de Wilson en Ligue majeure, le 23 avril 2010.
Wilson évolue pour les Angels jusqu'en 2012. Le 22 octobre 2012, il est réclamé au ballottage par les Blue Jays de Toronto. Libéré quelques semaines plus tard sans avoir joué pour les Jays, il passe la saison 2013 en ligues mineures dans l'organisation des Yankees de New York avant de revenir dans les majeures en 2014 avec les Diamondbacks de l'Arizona, puis de rejoindre pour 2015 les Rays de Tampa Bay. En 25 parties des Rays, il n'obtient que 8 coups sûrs pour une moyenne au bâton de ,145.
Le 31 juillet 2015, Wilson est réclamé au ballottage par les Rangers du Texas. Il joue 31 matchs des Rangers, frappant un circuit et produisant 10 points, pour compléter sa saison 2015 avec un circuit, 14 points produits et une moyenne au bâton de ,189 pour Tampa et Texas.
Les Rangers lui offrent un nouveau contrat des ligues mineures le 15 décembre 2015. 
Wilson partage la saison 2016 entre trois équipes. Le 29 mars 2016, Texas l'échange aux Tigers de Détroit avec le lanceur droitier des ligues mineures Myles Jaye, en retour du receveur Bryan Holaday. Le 3 mai 2016, les Tigers le retournent aux Rangers en échange du lanceur gaucher Chad Bell. Finalement, le 4 août 2016, Wilson est réclamé au ballottage par un autre de ses anciens clubs, les Rays de Tampa Bay. En 75 matchs joués au total durant la saison 2016 (5 pour les Tigers, 42 pour Texas et 28 chez les Rays), Wilson frappe pour ,237 de moyenne au bâton avec de nouveaux records personnel de 7 circuits et 33 points produits.
Le 3 janvier 2017, il est mis sous contrat par les Dodgers de Los Angeles.

## Statistiques
| Saison | Équipe    | G  | AB  | R  | H  | 2B | 3B | HR | RBI | SB | BA   |
| ------ | --------- | -- | --- | -- | -- | -- | -- | -- | --- | -- | ---- |
| 2008   | LA Angels | 7  | 6   | 0  | 1  | 0  | 0  | 0  | 1   | 0  | .167 |
| 2009   | LA Angels | 12 | 5   | 0  | 1  | 1  | 0  | 0  | 0   | 0  | .200 |
| 2010   | LA Angels | 40 | 96  | 12 | 22 | 6  | 0  | 4  | 15  | 0  | .229 |
| Totaux | Totaux    | 59 | 107 | 12 | 24 | 7  | 0  | 4  | 16  | 0  | .224 |

Note : G = Matches joués ; AB = Passages au bâton; R = Points ; H = Coups sûrs ; 2B = Doubles ; 3B = Triples ; 
HR = Coup de circuit ; RBI = Points produits ; SB = Buts volés ; BA = Moyenne au bâton.